# غاريقون صخري
غاريقون صخري (الاسم العلمي: Agaricus calyptratus) هو نوع من الفطريات يتبع جنس الغاريقون من فصيلة الغاريقونية.